# Otto III de Schaumbourg
Otto III de Schaumbourg (né en 1426, mort en 1510) fut comte régnant de  Holstein-Pinneberg.

## Biographie
Otto III est le 5e des fils de Otto II de Holstein-Pinneberg et de son épouse Elisabeth von Hohnstein. Il règne sur le comte de Holstein-Pinneberg et sur le comté de Schaumbourg de 1492 jusqu'en 1498 conjointement avec son frère  Antoine. En 1498 il partage ses domaines avec son frère: Otto III conserve le Holstein-Pinneberg et est désormais dénommé comte de  Holstein-Pinneberg résidant à Pinneberg et son frère Antoine reçoit le comté de Schaumbourg (ou Schauenbourg), conjointement avec leur autre frère Jean IV comme corégent. Ils résident tous deux à  Stadthagen. Antoine et Jean IV reçoivent à la mort d'Otto III le comté de Holstein-Pinneberg ce qui permet de reconstituer le patrimoine familial quand Otto III disparaît célibataire et sans descendance en 1510.